# Vacallo
Vacallo är en ort och kommun  i distriktet Mendrisio i kantonen Ticino, Schweiz. Kommunen har 3 463 invånare (2023).
Vacallo ligger vid italienska gränsen strax norr om Chiasso.